# اسقف‌نشین کاونتری
اسقف‌نشین کاونتری (انگلیسی: Diocese of Coventry) بخشی تشکیل دهنده از استان کانتربری کلیسای انگلستان در کشور انگلستان است. این اسقف‌نشین که در سال ۱۹۱۸ میلادی تاسیس شده است شامل ۲۴۵ کلیسا می‌باشد و مرکز آن کلیسای جامع کاونتری است.